# Cornutia
- Commons
- Wikispecies

Cornutia L. é um gênero botânico da família Lamiaceae

## Espécies
Composto por 29 espécies:
Cornutia australis Cornutia brasiliensis Cornutia cayennensis
Cornutia coerulea Cornutia corymbosa Cornutia crenata
Cornutia cymosa Cornutia divaricata Cornutia grandiflora
Cornutia grandifolia Cornutia graveolens Cornutia jamaicensis
Cornutia latifolia Cornutia lilacina Cornutia longifolia
Cornutia microcalycina Cornutia obovata Cornutia odorata
Cornutia pentaphylla Cornutia pubescens Cornutia punctata
Cornutia pyramidalis Cornutia pyramidata Cornutia quadrangularis
Cornutia quinata Cornutia suaveolens Cornutia ternata
Cornutia thyrsoidea Cornutia velutina
- «Lista das espécies»

## Classificação do gênero
| Sistema | Classificação                        | Referência               |
| ------- | ------------------------------------ | ------------------------ |
| Linné   | Classe Didynamia, ordem Angiospermia | Species plantarum (1753) |